# EbankIT
ebankIT é uma empresa internacional que desenvolve plataformas bancárias digitais.
A empresa tem escritórios no Porto, em Londres, Atlanta e Vancouver. A sua plataforma bancária digital omnicanal encontra-se licenciada para instituições presentes em 11 países.
A ebankIT tem clientes no Canadá (Coast Capital, Celero, Home Trust, Servus, Conexus), no Reino Unido (Jamaica National Bank), Suíça (Hypothekarbank Lenzburg), África do Sul (African Bank), Koweit (Kuwait International Bank) e Roménia (Banca Transilvania).

## História
A ebankIT foi criada em 2014, no Porto, pelos especialistas em tecnologia financeira Renato Oliveira, João Lima Pinto, José Ferreira e Alexandre Viana.
Em 2015, a Pathena investiu na ebankIT, adquirindo 25% do seu capital social. No mesmo ano, a empresa expandiu as suas operações para o Reino Unido ao abrir aí um escritório.
Em 2016, a KPMG reconheceu a ebankIT como “1 de 10 Estrelas em Ascensão no mercado global”.
Em 2018, ebankIT conseguiu o seu primeiro cliente na América do Norte e começou a desenvolver, ativamente, o seu ecossistema de parceiros tecnológicos e de revendedores.
Em 2019, a empresa celebrou um acordo de parceria de 10 anos com a Celero. Também se estabeleceu localmente nos Estados Unidos e na Europa Central e começou a desenvolver uma solução baseada em nuvem.
Em 2019, a ebankIT recebeu o Prémio PME Excelência do IAPMEI, bem como os prémios “Best of Show Award” e “Best Fintech Partnership”, pela sua parceria com a Coast Capital Savings, através da Finovate.
Em 2020, a empresa melhorou as suas capacidades ao nível da nuvem e apresentou uma “layer” canadiana e um sistema de pagamentos.
Também em 2020, a ebankIT atualizou a sua plataforma bancária multicanal.
Em março de 2020, a empresa expandiu-se para os Estados Unidos através de uma parceria com a Enterprise Engineering, Inc (EEI).
Já em 2021, a ebankIT foi destaque no relatório da Forrester Now Tech: Digital Banking Engagement Platforms Q1 2021.
Em 2021, a ebankIT recebeu o Prémio PME Inovação COTEC-BPI, bem como o Prémio Exportação e Internacionalização atribuído pelo Novo Banco e Jornal de Negócios. Também, a ebankIT foi reconhecida como PME Líder 2022 pelo IAPMEI.
Em janeiro de 2022, a empresa foi destaque no Market Guide for Digital Banking Platforms, publicado pela Gartner.
Em outubro de 2022, a ebankIT realizou uma parceria com a MX e a Glia no mercado norte-americano. Em dezembro, a ebankIT fez uma parceria com a Salt Edge (fornecedora de soluções de “open banking”).
Em fevereiro de 2023, a empresa efetuou uma parceria com a plataforma bancária baseada em nuvem °neo da Five Degrees.
E, no primeiro trimestre de 2023, a ebankIT foi, novamente, destaque num relatório da Forrester, intitulado The Digital Banking Engagement Platforms Landscape.